# Список эпизодов телесериала «Вероника Марс»
Список серий американского телесериала, молодёжной детективной драмы «Вероника Марс» (англ. Veronica Mars), рассказывающей о девочке-подростке Веронике, которая помогает своему отцу, частному детективу, в его расследованиях. Автор идеи — Роб Томас. Главную роль исполнила актриса Кристен Белл. Шоу продержалось в эфире три сезона — премьера состоялась 22 сентября 2004 года на канале «UPN», а финал транслировался 22 мая 2007 года на канале The CW. Продюсированием занимались компании «Warner Bros. Television», «Silver Pictures Television», «Stu Segall Productions, Inc.» и «Rob Thomas Productions». Джоэль Сильвер и Роб Томаc оставались исполнительными продюсерами шоу на протяжении всех сезонов, а Дайан Раггьеро взяла на себя эти функции лишь в третьем.

## Обзор сезонов
| Сезон | Сезон | Эпизоды | Дата выхода в США | Дата выхода в США | Канал  |
| Сезон | Сезон | Эпизоды | Премьера сезона   | Финал сезона      | Канал  |
| ----- | ----- | ------- | ----------------- | ----------------- | ------ |
|       | 1     | 22      | 22 сентября 2004  | 10 мая 2005       | UPN    |
|       | 2     | 22      | 28 сентября 2005  | 9 мая 2006        | UPN    |
|       | 3     | 20      | 3 октября 2006    | 22 мая 2007       | The CW |

## Список серий

### Сезон 1 (2004—2005)
| № общий | № в сезоне | Название                                                                   | Режиссёр          | Автор сценария                                                 | Дата премьеры    | Зрители в США (млн) |
| ------- | ---------- | -------------------------------------------------------------------------- | ----------------- | -------------------------------------------------------------- | ---------------- | ------------------- |
| 1       | 1          | «Пилот» «Pilot»                                                            | Марк Пизнански    | Роб Томас                                                      | 22 сентября 2004 | 2.49                |
| 2       | 2          | «Вера вере рознь» «Credit Where Credit's Due»                              | Марк Пизнански    | Роб Томас                                                      | 28 сентября 2004 | 2.21                |
| 3       | 3          | «Знакомьтесь, Джон Смит!» «Meet John Smith»                                | Гарри Уинер       | Джед Сэйдэл                                                    | 12 октября 2004  | 2.71                |
| 4       | 4          | «Причина противоречий» «The Wrath of Con»                                  | Майкл Филдс       | Дайан Раггьеро                                                 | 19 октября 2004  | 3.21                |
| 5       | 5          | «Если тебе кажется, что ты знаешь человека…» «You Think You Know Somebody» | Ник Гомес         | Дайан Линн Норт                                                | 26 октября 2004  | 2.73                |
| 6       | 6          | «Возврашение Кейна» «Return of the Kane»                                   | Сара Пиа Андерсон | История: Роб Томас Телесценарий: Фил Клеммер                   | 2 ноября 2004    | 2.86                |
| 7       | 7          | «Соседка» «The Girl Next Door»                                             | Ник Марк          | История: Джед Сэйдэл Телесценарий: Джед Сэйдэл, Дайан Раггьеро | 9 ноября 2004    | 2.74                |
| 8       | 8          | «Словно девственница» «Like a Virgin»                                      | Гай Би            | Аури Уэллингтон                                                | 23 ноября 2004   | 2.76                |
| 9       | 9          | «Освежающий напиток» «Drinking the Kool-Aid»                               | Маркос Сьега      | История: Роб Томас Телесценарий: Рассел Смит                   | 30 ноября 2004   | 2.40                |
| 10      | 10         | «Рождество семейства Экхолз» «An Echolls Family Christmas»                 | Ник Марк          | Дайан Раггьеро                                                 | 14 декабря 2004  | 1.90                |
| 11      | 11         | «Молчание Лэмба» «Silence of the Lamb»                                     | Джон Крэтчмэр     | Джед Сэйдэл, Дайан Линн Норт                                   | 4 января 2005    | 2.84                |
| 12      | 12         | «Битва Тритонов» «Clash of the Tritons»                                    | Дэвид Баррет      | Фил Клеммер, Аури Уоллингтон                                   | 11 января 2005   | 2.91                |
| 13      | 13         | «Властелин яркой жизни» «Lord of the Bling»                                | Стив Гомер        | Джон Энбом                                                     | 8 февраля 2005   | 2.97                |
| 14      | 14         | «Война в доме Марсов» «Mars vs. Mars»                                      | Маркос Сьега      | История: Роб Томас Телесценарий: Джед Сэйдэл, Дайан Раггьер    | 15 февраля 2005  | 2.70                |
| 15      | 15         | «Русский бизнес» «Ruskie Business»                                         | Гай Би            | Фил Клеммер, Джон Энбом                                        | 22 февраля 2005  | 2.34                |
| 16      | 16         | «Бэтти и Вероника» «Betty and Veronica»                                    | Майкл Филдс       | Дайан Раггьеро                                                 | 29 марта 2005    | 2.33                |
| 17      | 17         | «Семья Кейнов и Аэблов» «Kanes and Abel's»                                 | Ник Марк          | Каролин Мюррэй                                                 | 5 апреля 2005    | 2.78                |
| 18      | 18         | «Оружие классового уничтожения» «Weapons of Class Destruction»             | Джон Крэтчмэр     | Джед Сэйдэл                                                    | 12 апреля 2005   | 2.30                |
| 19      | 19         | «Собака дня» «Hot Dogs»                                                    | Ник Марк          | Дайан Линн Норт                                                | 19 апреля 2005   | 2.48                |
| 20      | 20         | «Взаимное гарантированное уничтожение» «M.A.D.»                            | Джон Крэтчмэр     | Фил Клеммер, Джон Энбом                                        | 26 апреля 2005   | 3.04                |
| 21      | 21         | «Путешествие к дантисту» «A Trip to the Dentist»                           | Маркос Сьега      | Дайан Раггьеро                                                 | 3 мая 2005       | 2.85                |
| 22      | 22         | «Предоставьте это Биверу» «Leave It to Beaver»                             | Майкл Филдс       | История: Роб Томас Телесценарий: Роб Томас, Дайан Раггьеро     | 10 мая 2005      | 2.99                |

### Сезон 2 (2005—2006)
| № общий | № в сезоне | Название                                                                          | Режиссёр           | Автор сценария                                         | Дата премьеры    | Зрители в США (млн) |
| ------- | ---------- | --------------------------------------------------------------------------------- | ------------------ | ------------------------------------------------------ | ---------------- | ------------------- |
| 23      | 1          | «Пароль — «Нормальный»» «Normal Is the Watchword»                                 | Джон Крэтчмэн      | Роб Томас                                              | 28 сентября 2005 | 3.30                |
| 24      | 2          | «Водитель Эд» «Driver Ed»                                                         | Ник Марк           | Дайан Раггьеро                                         | 5 октября 2005   | 3.07                |
| 25      | 3          | «Чмок, чмок, бах, бах!» «Cheatty, Cheatty — Bang, Bang»                           | Джон Крэтчмэн      | Фил Клеммер, Джон Энбом                                | 12 октября 2005  | 3.00                |
| 26      | 4          | «Зеленоглазый монстр» «Green-Eyed Monster»                                        | Джейсон Блум       | Дайан Линн Норт                                        | 19 октября 2005  | 3.10                |
| 27      | 5          | «Взрыв из прошлого» «Blast from the Past»                                         | Гарри Уинер        | Фил Клеммер, Кэти Бэлбен                               | 26 октября 2005  | 3.58                |
| 28      | 6          | «Предатель встретился с Богом» «Rat Saw God»                                      | Кевин Брэй         | Джон Энбом, Фил Клеммер                                | 9 ноября 2005    | 3.10                |
| 29      | 7          | «Никто не ставит малышку в угол» «Nobody Puts Baby in a Corner»                   | Ник Марк           | Дайан Раггьеро                                         | 16 ноября 2005   | 2.94                |
| 30      | 8          | «Вперёд, Пираты!» «Ahoy, Mateys!»                                                 | Стив Гомер         | Джон Энбом, Кэти Бэлбен                                | 23 ноября 2005   | 2.50                |
| 31      | 9          | «Моя мать — дьявол!» «My Mother, the Fiend»                                       | Ник Марк           | Фил Клеммер, Дайан Линн Норт                           | 30 ноября 2005   | 3.00                |
| 32      | 10         | «Вероника в гневе» «One Angry Veronica»                                           | Джон Крэтчмэн      | Рассел Смит                                            | 7 декабря 2005   | 3.42                |
| 33      | 11         | «Это очень похоже на побег» «Donut Run»                                           | Роб Томас          | Роб Томас                                              | 25 января 2006   | 1.62                |
| 34      | 12         | «Рашид и Уоллес в белом замке» «Rashard and Wallace Go to White Castle»           | Джон Крэтчмэн      | Джон Энбом                                             | 1 февраля 2006   | 2.12                |
| 35      | 13         | «Покорения «Волшебной горы» не достаточно!» «Ain't No Magic Mountain High Enough» | Гай Би             | Дайан Раггьеро                                         | 8 февраля 2006   | 2.05                |
| 36      | 14         | «Список отговорок» «Versatile Toppings»                                           | Сара Пиа Андерсон  | Фил Клеммер                                            | 15 марта 2006    | 2.73                |
| 37      | 15         | «Переживания и свадьба» «The Quick and the Wed»                                   | Рик Розенталь      | Джон Сердж                                             | 22 марта 2006    | 2.34                |
| 38      | 16         | «Гнев Граффа» «The Rapes of Graff»                                                | Майкл Филдс        | Джон Энбом                                             | 29 марта 2006    | 2.15                |
| 39      | 17         | «Запасной план» «Plan B»                                                          | Джон Крэтчмэр      | Дайан Линн Норт                                        | 5 апреля 2006    | 2.78                |
| 40      | 18         | «Я всемогущ, как Бог!» «I Am God»                                                 | Марта Митчелл      | Дайан Раггьеро, Кэти Бэлбен                            | 11 апреля 2006   | 1.76                |
| 41      | 19         | «Не обращайте внимание на идиота» «Nevermind the Buttocks»                        | Марта Джейсон Блум | Фил Клеммер                                            | 18 апреля 2006   | 1.91                |
| 42      | 20         | «Гляньте-ка, кто у нас маньячит!» «Look Who's Stalking»                           | Майкл Филдс        | Джон Энбом                                             | 25 апреля 2006   | 1.85                |
| 43      | 21         | «Счастливому улыбается удача!» «Happy Go Lucky»                                   | Стив Гомер         | Дайан Раггьеро                                         | 2 мая 2006       | 2.09                |
| 44      | 22         | «Тот, кого нет на снимке» «Not Pictured»                                          | Джон Крэтчмэр      | История: Роб Томас Телесценарий: Роб Томас, Джон Энбом | 9 мая 2006       | 2.42                |

### Сезон 3 (2006—2007)
| № общий | № в сезоне | Название                                                                           | Режиссёр      | Автор сценария                                                                               | Дата премьеры   | Зрители в США (млн) |
| ------- | ---------- | ---------------------------------------------------------------------------------- | ------------- | -------------------------------------------------------------------------------------------- | --------------- | ------------------- |
| 45      | 1          | «Приветственный комитет» «Welcome Wagon»                                           | Джон Крэтчмэр | Роб Томас                                                                                    | 3 октября 2006  | 3.36                |
| 46      | 2          | «Моя большая греческая приветственная неделя» «My Big Fat Greek Rush Week»         | Джон Крэтчмэр | Дайан Раггьеро                                                                               | 10 октября 2006 | 2.96                |
| 47      | 3          | «Лайнбрэкер из Вичиты» «Wichita Linebacker»                                        | Гарри Уинер   | Фил Клеммер, Джон Энбом                                                                      | 17 октября 2006 | 3.12                |
| 48      | 4          | «Чарли не седлает волну» «Charlie Don't Surf»                                      | Джейсон Блум  | Дайан Раггьеро, Джейсон Элен                                                                 | 24 октября 2006 | 3.33                |
| 49      | 5          | «Представитель Зла» «President Evil»                                               | Ник Марк      | Джонатан Москин, Дэвид Малей                                                                 | 31 октября 2006 | 2.70                |
| 50      | 6          | «Доверяй, но проверяй» «Hi, Infidelity»                                            | Майкл Филдс   | Джон Энбом                                                                                   | 7 ноября 2006   | 2.75                |
| 51      | 7          | «Мужчины-грешники» «Of Vice and Men»                                               | Гарри Уинер   | Фил Клеммер                                                                                  | 14 ноября 2006  | 2.69                |
| 52      | 8          | «Властитель дум» «Lord of the Pi's»                                                | Стив Гомер    | Дайан Раггьеро                                                                               | 21 ноября 2006  | 2.57                |
| 53      | 9          | «Яйца на вертеле» «Spit & Eggs»                                                    | Роб Томас     | Роб Томас                                                                                    | 28 ноября 2006  | 3.44                |
| 54      | 10         | «Покажи мне обезьянку» «Show Me the Monkey»                                        | Ник Марк      | История: Джон Энбом Телесценарий: Джон Энбом, Роберт Халл                                    | 23 января 2007  | 3.23                |
| 55      | 11         | «Пукипси, пройдоха и вор» «Poughkeepsie, Tramps and Thieves»                       | Джон Крэтчмэр | Дайан Раггьеро                                                                               | 30 января 2007  | 2.69                |
| 56      | 12         | «На следующее утро» «There's Got to Be a Morning After Pill»                       | Триша Брок    | История: Джонатан Москин, Фил Клеммер Телесценарий: Джонатан Москин, Фил Клеммер, Джон Энбом | 6 февраля 2007  | 2.40                |
| 57      | 13         | «Смерть после игры» «Postgame Mortem»                                              | Джон Крэтчмэр | Джо Вочи                                                                                     | 13 февраля 2007 | 2.37                |
| 58      | 14         | «Пленённая Марс» «Mars, Bars»                                                      | Гарри Уинер   | История: Фил Клеммер, Джон Энбом, Джо Вочи Телесценарий: Фил Клеммер, Джон Энбом             | 20 февраля 2007 | 2.27                |
| 59      | 15         | «Папкина лачуга» «Papa's Cabin»                                                    | Майкл Филдс   | Джон Энбом                                                                                   | 27 февраля 2007 | 2.66                |
| 60      | 16         | «Не-Американское граффити» «Un-American Graffiti»                                  | Джон Крэтчмэр | Роберт Халл                                                                                  | 1 мая 2007      | 2.35                |
| 61      | 17         | «Компрометирующая запись» «Debasement Tapes»                                       | Дэн Этэридж   | Джон Энбом                                                                                   | 8 мая 2007      | 1.85                |
| 62      | 18         | «Я знаю, что ты будешь делать следующим летом» «I Know What You'll Do Next Summer» | Ник Марк      | Джонатан Москин, Дэвид Малей                                                                 | 15 мая 2007     | 2.10                |
| 63      | 19         | «Степенность действий» «Weevils Wobble But They Don't Go Down»                     | Джейсон Блум  | Филл Клеммер                                                                                 | 22 мая 2007     | 1.78                |
| 64      | 20         | «Сука вернулась!» «The Bitch Is Back»                                              | Майкл Филдс   | Роб Томас, Дайан Раггьеро                                                                    | 22 мая 2007     | 2.15                |